# Landskrona BoIS

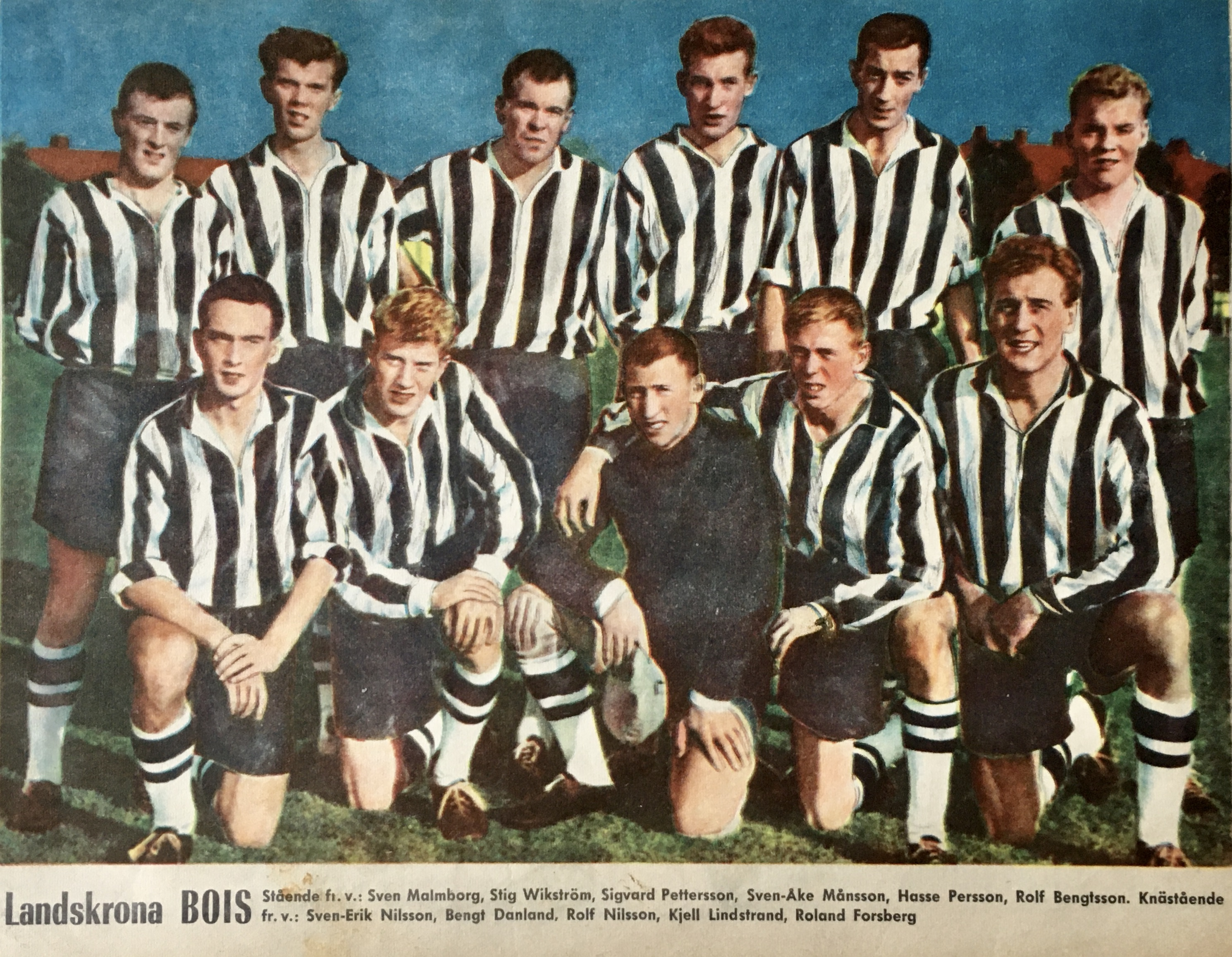
Landskrona Bois 1960 mit unter anderem brillanten Spielern wie Hasse Persson, Sigvard Pettersson und Torhüter Rolf Nilsson.

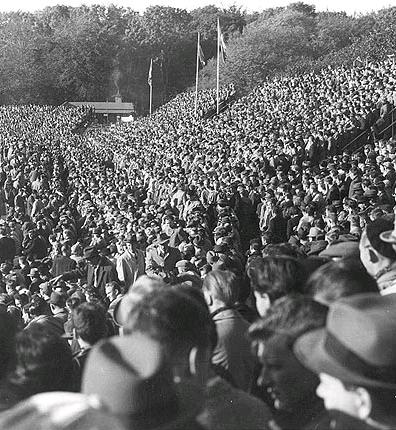
Nordtribüne des Sportstadions Landskrona (Karlslund) in den 1950er Jahren.

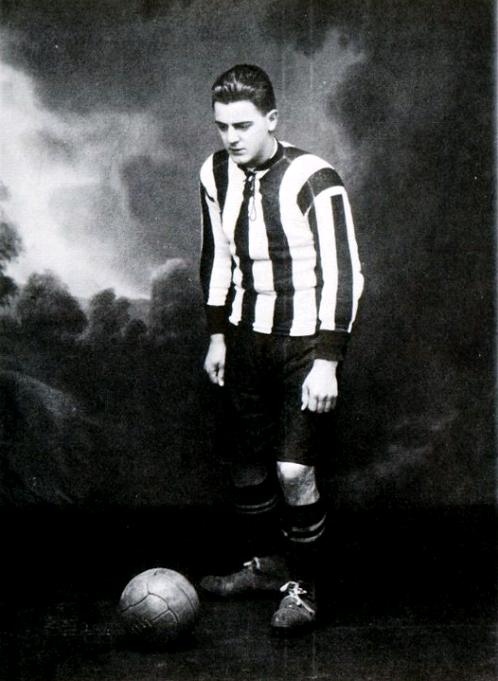
Mit seinen 334 Toren ist Harry Dahl der beste Torschütze aller Zeiten bei Landskrona.

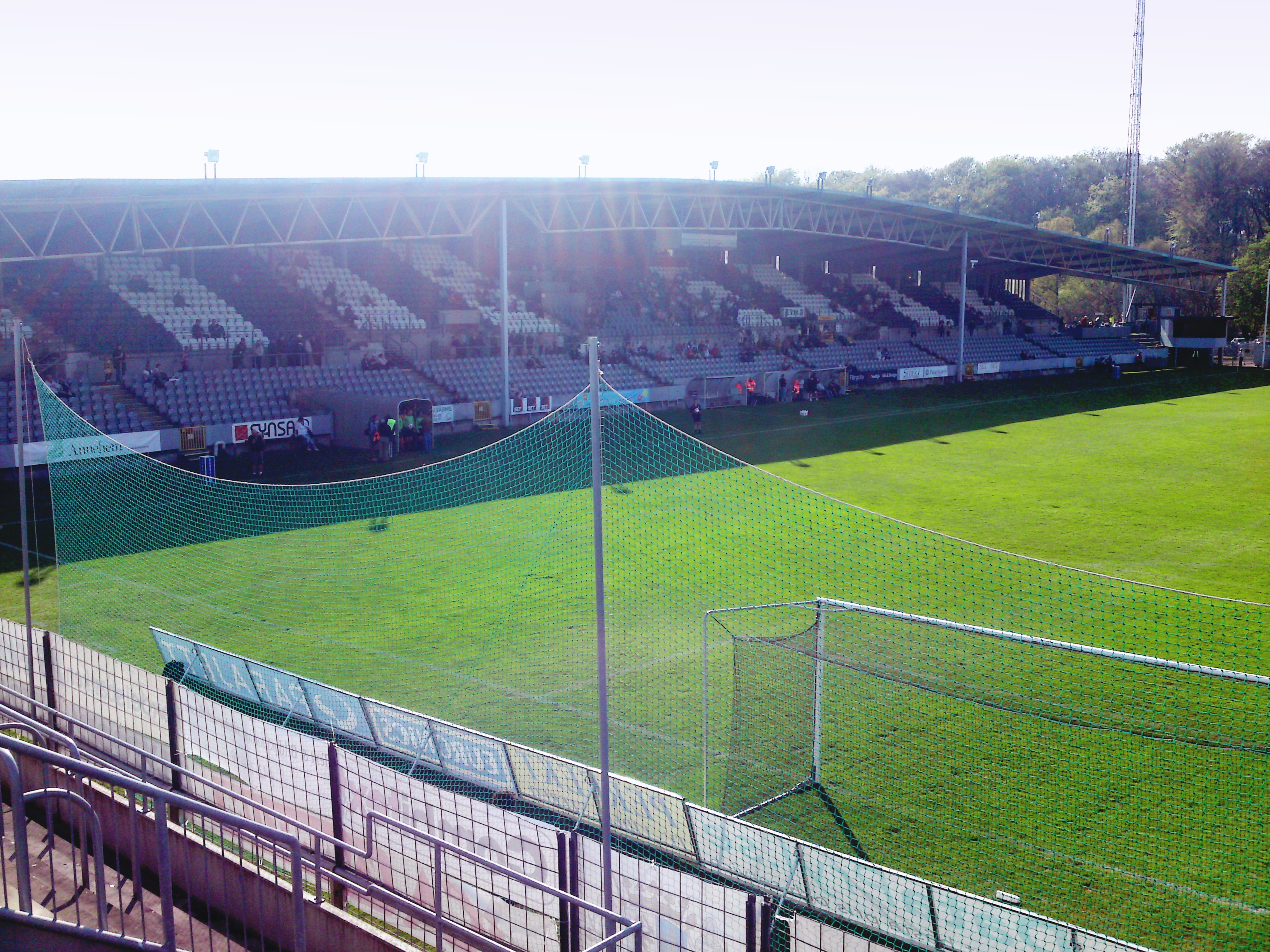
Sportstadions Landskrona (Karlslund).

Landskrona Boll och Idrottssällskap (kurz auch BoIS) ist ein Fußballverein aus Landskrona.

## Geschichte
Landskrona BoIS wurde 1915 gegründet durch Fusion von IFK Landskrona und Diana.
Landskrona BoIS war einer der zwölf Gründervereine der Allsvenskan (höchste schwedische Spielklasse) 1924 und schlug im Eröffnungsspiel IFK Norrköping mit 1:0. Am Ende belegte man Platz 6.
In den Jahren 1976 und 1977 konnte der 3. Rang belegt werden, was den Verein für den UEFA-Cup qualifizierte. 1972 gewann Landskrona BoIS das schwedische Pokalfinale 3:2 gegen IFK Norrköping bis jetzt zum einzigen Mal. 2005 stieg der Verein in die zweite schwedische Liga Superettan ab, nachdem man in der Relegation GAIS Göteborg unterlag. Einer der bekanntesten Spieler war der jetzige Trainer Jörgen Pettersson, ehemaliger Stürmer von Borussia Mönchengladbach, der außerdem in 27 Partien für die schwedische Nationalmannschaft insgesamt acht Tore erzielte.
Weiter hat Landskrona BoIS eine gute Jugendarbeit, denn gut die Hälfte des aktuellen Kaders kommt aus der eigenen Jugend.

## Erfolge
- Allsvenskan
  - Vizemeister: 1938
- Svenska Cupen
  - Sieger: 1972
  - Zweiter: 1949, 1976, 1984, 1993
- International: 1:0-Sieg in der 1. Runde des EP der Pokalsieger gegen Rapid Bukarest (man schied dennoch aus)

## Trainer
- Conny Karlsson (1991–1993)
- Anders Linderoth (2008–2009)
- Henrik Larsson (2010–2012)
- Jörgen Pettersson (2013–2014)
- Patrik Johansson (2014)
- Zvezdan Milosevic (2015)
- Billy Magnusson (2015)
- Agim Sopi (2016–2018)
- Billy Magnusson (2019–)

## Spieler
- Harry Nilsson (1930–1942)
- Claes Cronqvist (1962–1965, 1971–1974)
- Alexander Farnerud (2001–2003)
- Jörgen Pettersson (2004–2008)
- Marcus Lantz (2011–2012)
- Rade Prica (2016)